# Cascade National Park
Cascade National Park är en park i Australien. Den ligger i kommunen Bellingen och delstaten New South Wales, i den sydöstra delen av landet, omkring 430 kilometer norr om delstatshuvudstaden Sydney.
Runt Cascade National Park är det ganska tätbefolkat, med 60 invånare per kvadratkilometer.. Närmaste större samhälle är Dorrigo, omkring 13 kilometer sydväst om Cascade National Park. 
I omgivningarna runt Cascade National Park växer i huvudsak städsegrön lövskog. Genomsnittlig årsnederbörd är 1 518 millimeter. Den regnigaste månaden är januari, med i genomsnitt 324 mm nederbörd, och den torraste är oktober, med 6 mm nederbörd.